# Cheyne Walk
Cheyne Walk est une rue de Chelsea, dans le borough royal de Kensington et Chelsea, à Londres.

## Situation et accès
Longue d’environ 400 mètres, elle se situe sur la rive gauche de la Tamise.
La station de métro la plus proche est Sloane Square, où circulent les trains des lignes  Circle  District.

## Origine du nom
Cheyne Walk évoque la mémoire de l'homme politique William Cheyne qui possédait le manoir de Chelsea (en) au début du XVIIIe siècle.

## Historique
Avant la construction du quai, en 1874, Cheyne Walk constitue une agréable promenade le long de la Tamise.

## Bâtiments remarquables et lieux de mémoire

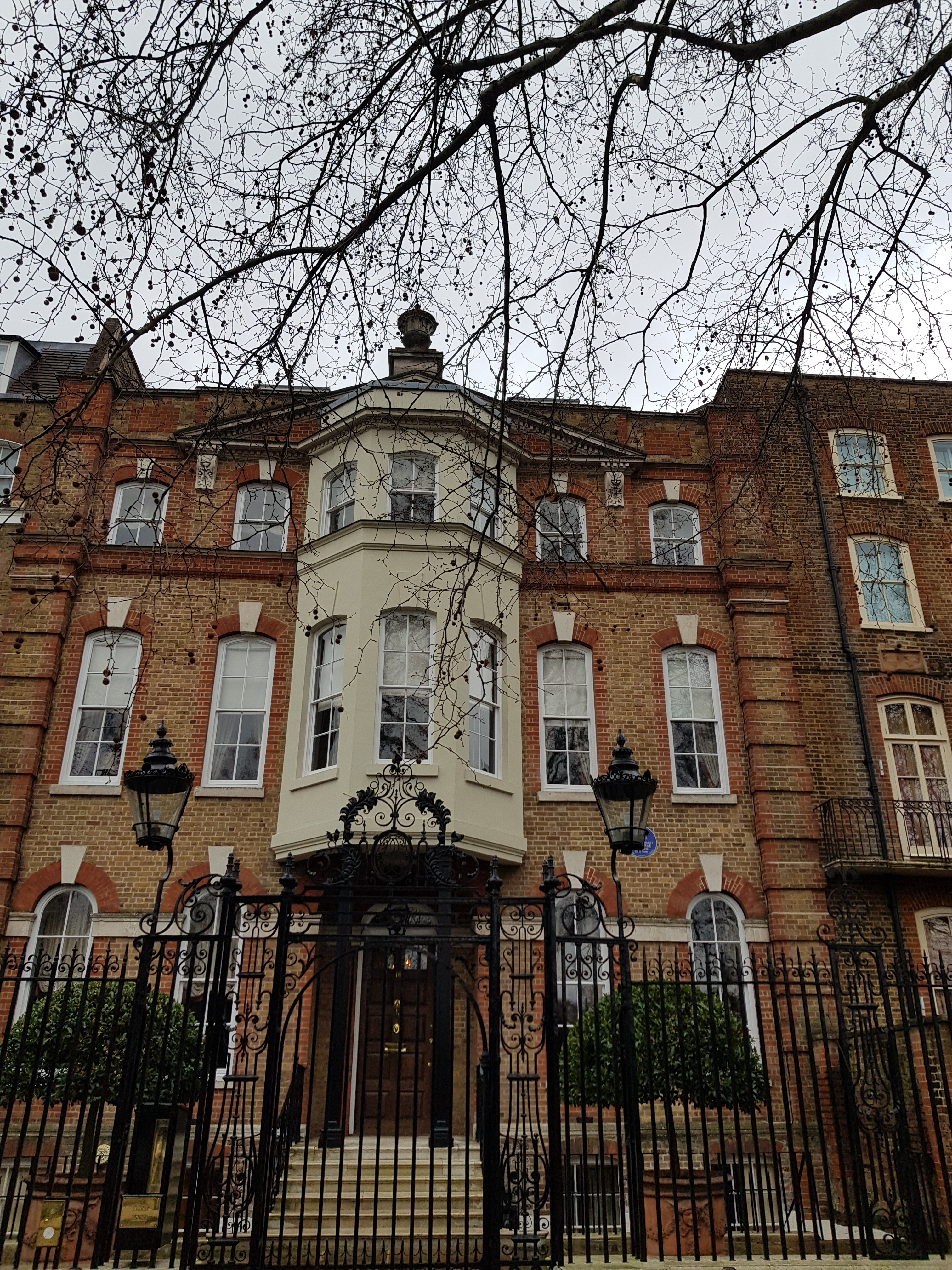
No 16 : Queen’s House.

- No 16 : Queen’s House ou Tudor House ; maison à la façade de style Queen Ann construite en 1717 pour un apothicaire ; le peintre et poète Dante Gabriel Rossetti (1828-1882) y a vécu de 1862 à 1882[2], ainsi que Talitha Getty et son fils Tara vers 1970.

### Bâtiment démoli
- Manoir d’Henri VIII (XVIe siècle) ; sa fille, la future reine d’Angleterre Élisabeth Ire, y passe une partie de son enfance ; le dernier occupant des lieux est le médecin, naturaliste et collectionneur Hans Sloane (1660-1753), qui lègue la demeure avec toutes ses collections à la ville mais celle-ci est démolie[3].

## Résidents célèbres
La rue est connue pour ses résidents célèbres, actuels ou passés. Parmi ceux-ci se trouvent :
- le fonctionnaire Philip Woodfield ;
- le soldat John Scott Lillie (en) ;
- les personnalités politiques David Lloyd George et Sylvia Pankhurst ;
- l'astronome William Henry Smyth ;
- les musiciens Mick Jagger et Keith Richards ;
- les scientifiques ou ingénieurs James Clerk Maxwell, Isambard Kingdom Brunel, Marc Isambart Brunel, Bertrand Russell et Charles Hatchett ;
- le graveur Henry Thomas Ryall (en) ;
- l'acteur Laurence Olivier ;
- les compositeurs Ralph Vaughan Williams et Thomas Attwood ;
- les philanthropes George Weidenfeld, John Paul Getty Jr. et son épouse Talitha Getty ;
- les marchands ou entrepreneurs Hugh Lane et John James Sainsbury ;
- les artistes, sculpteurs ou peintres Joseph Mallord William Turner[4], Cecil Gordon Lawson, Charles Conder, Mortimer Menpes, Edward Arthur Walton, James Abbott McNeill Whistler, Dante Gabriel Rossetti, David Muirhead, John Tweed, Philip Wilson Steer, William Bell Scott et George Catlin ;
- les écrivains George Eliot, Henry James, Lionel Davidson, Robert Erskine Childers, Elizabeth Gaskell, Hilaire Belloc, Jean Ross et Vera Brittain ;
- le sportif Sol Campbell ;
- la personnalité mondaine Diana Mitford.

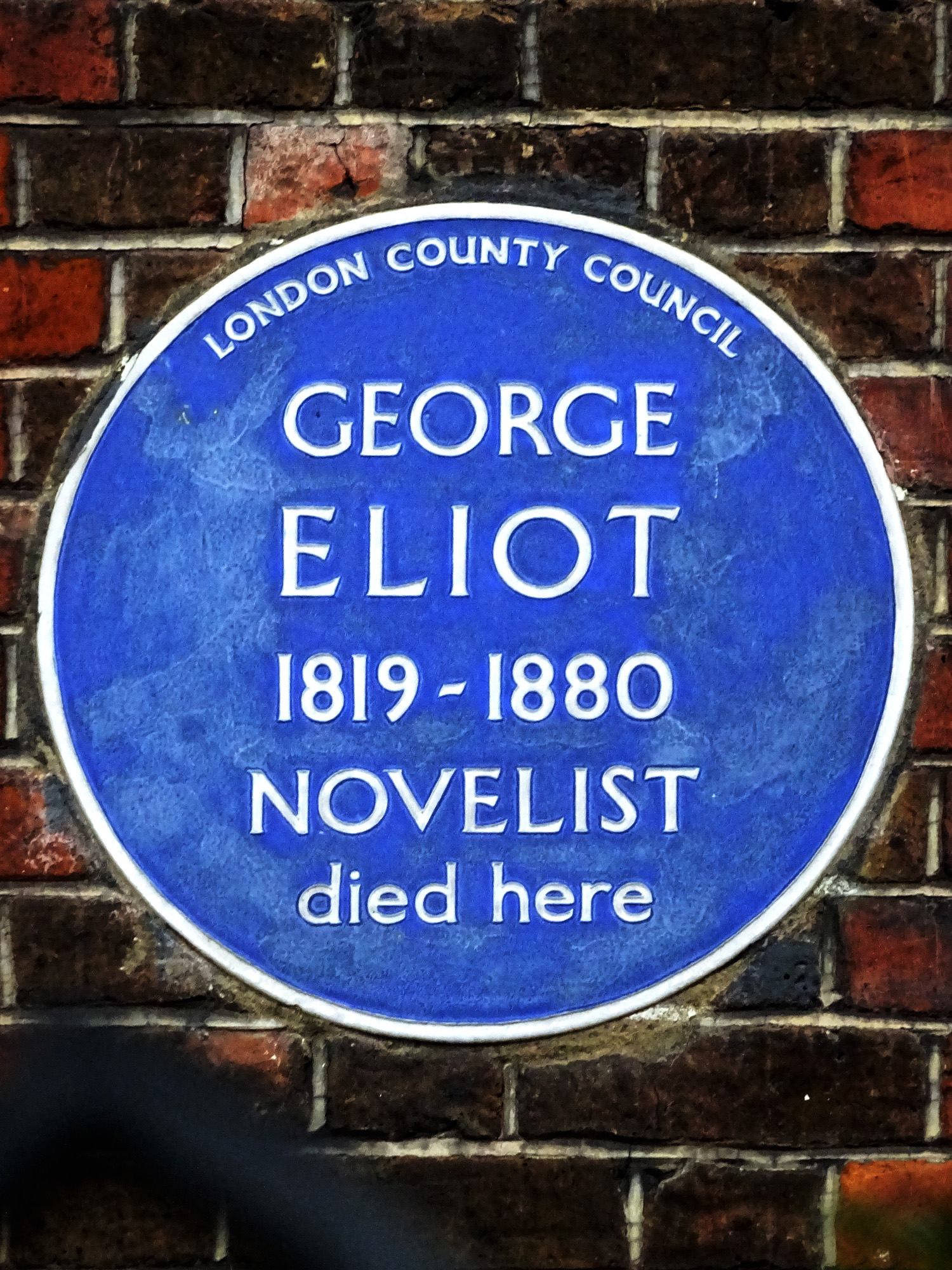
Plaque de George Eliot.
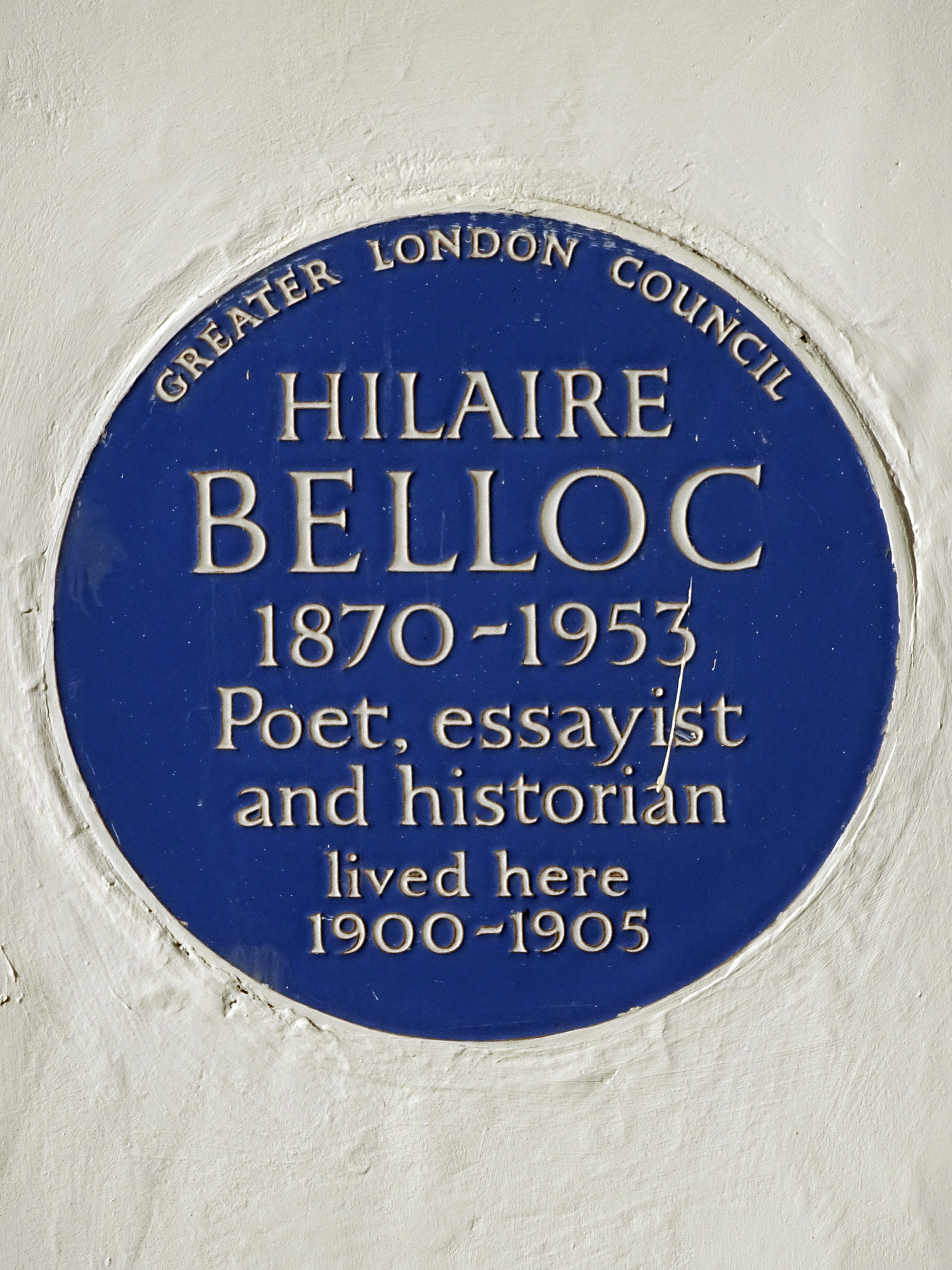
Plaque d'Hilaire Belloc.
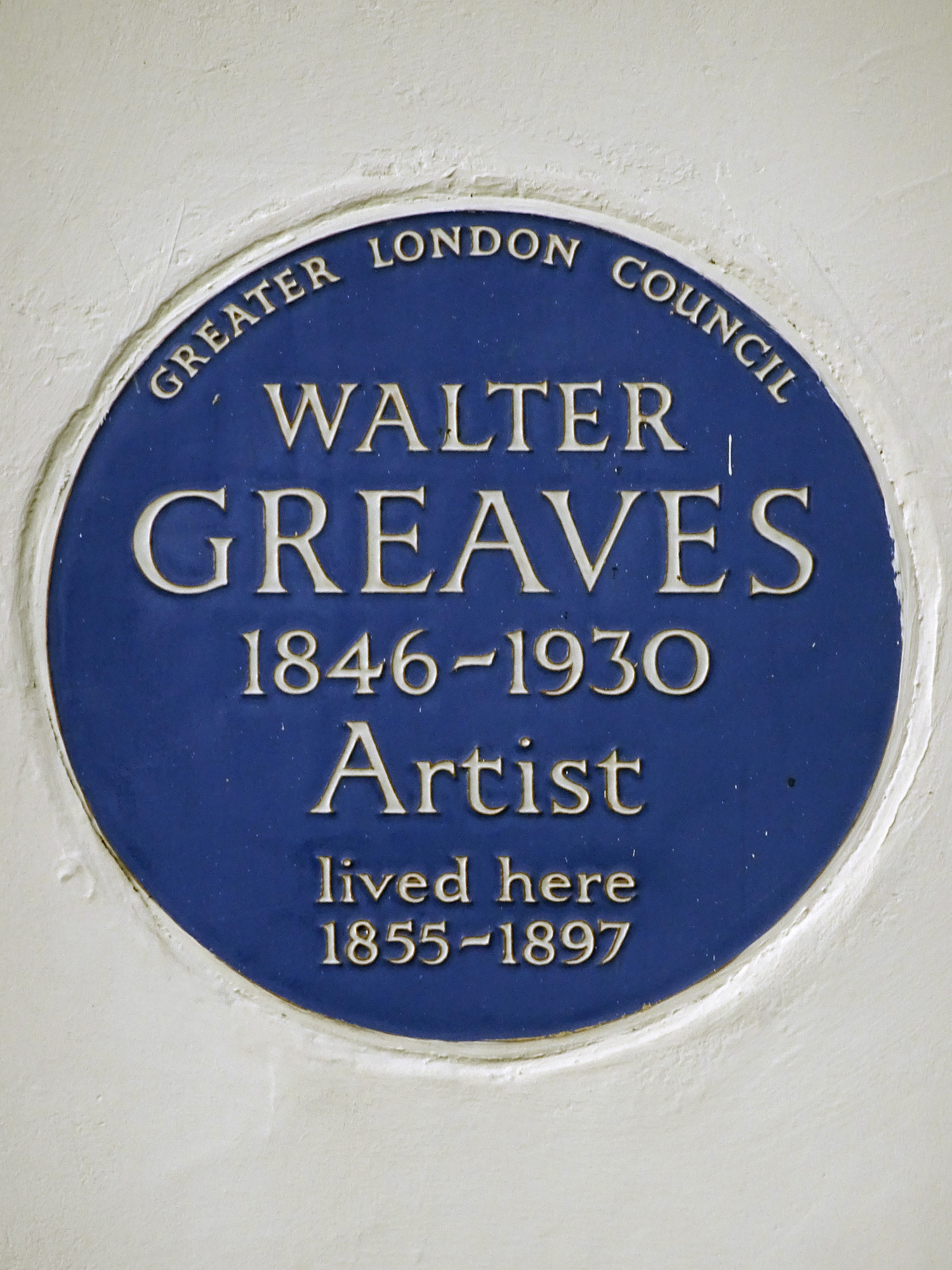
Plaque de Walter Greaves (en).
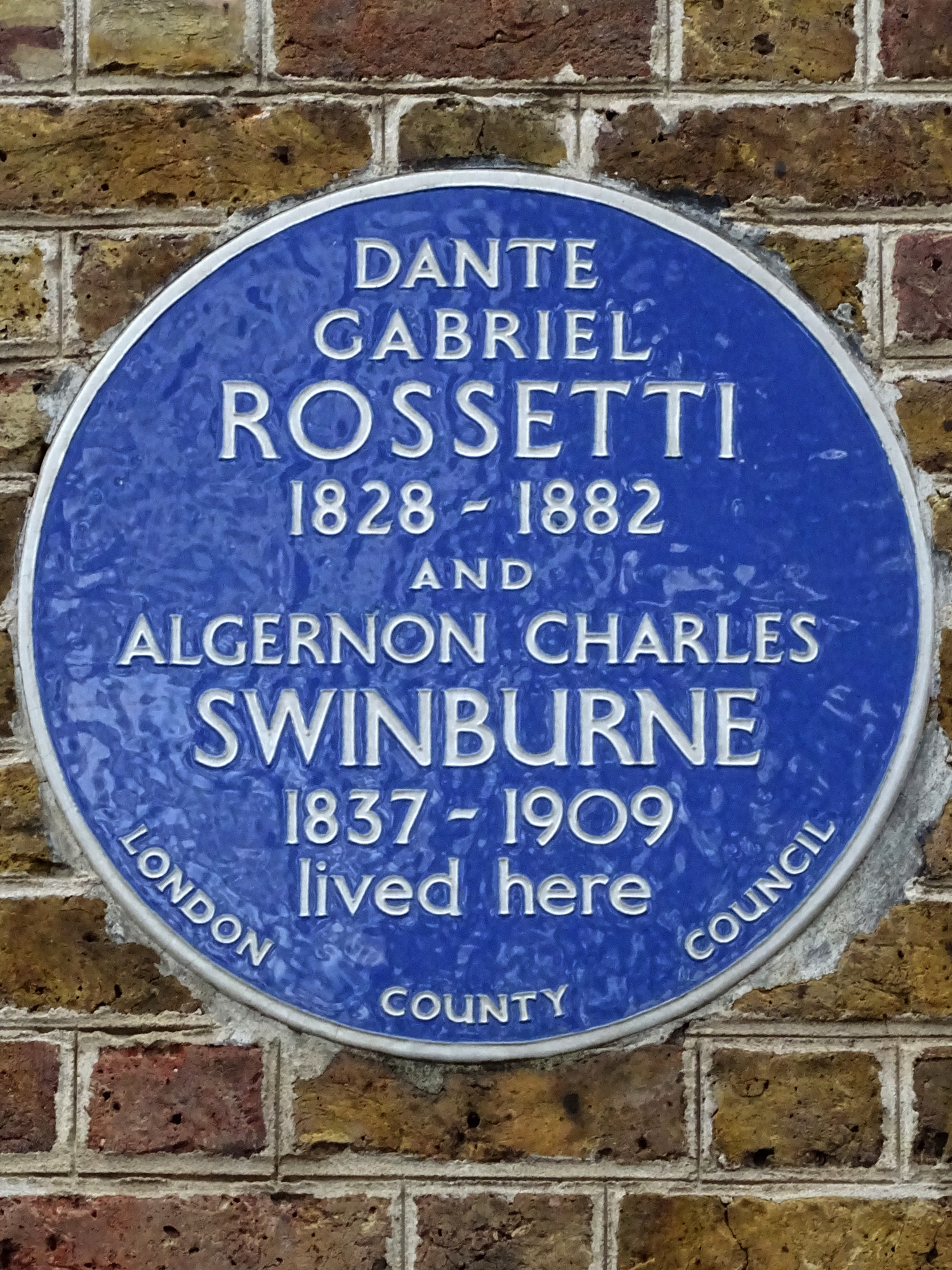
Plaque de Dante Gabriel Rossetti et Algernon Swinburne.
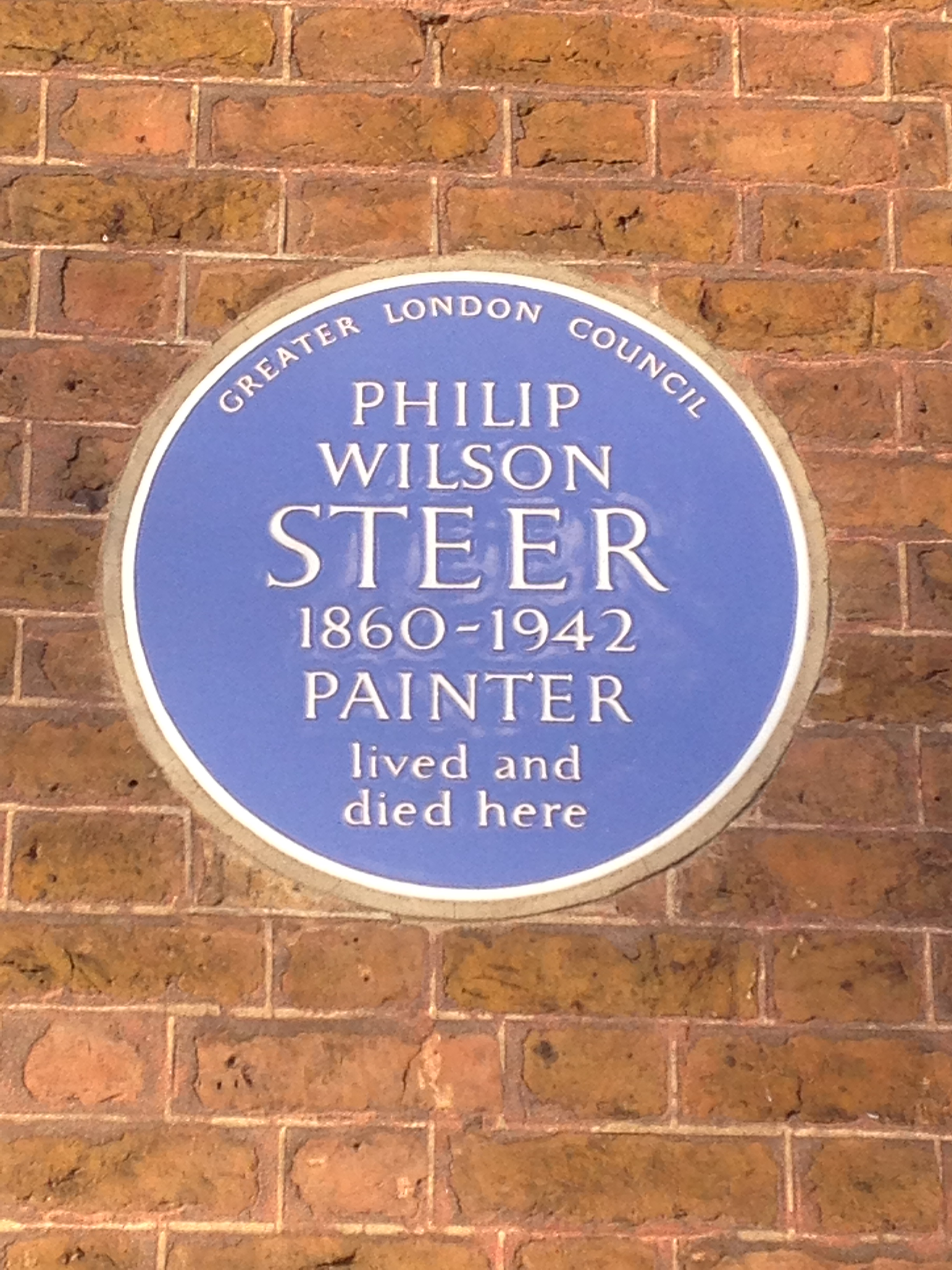
Plaque de Philip Wilson Steer.
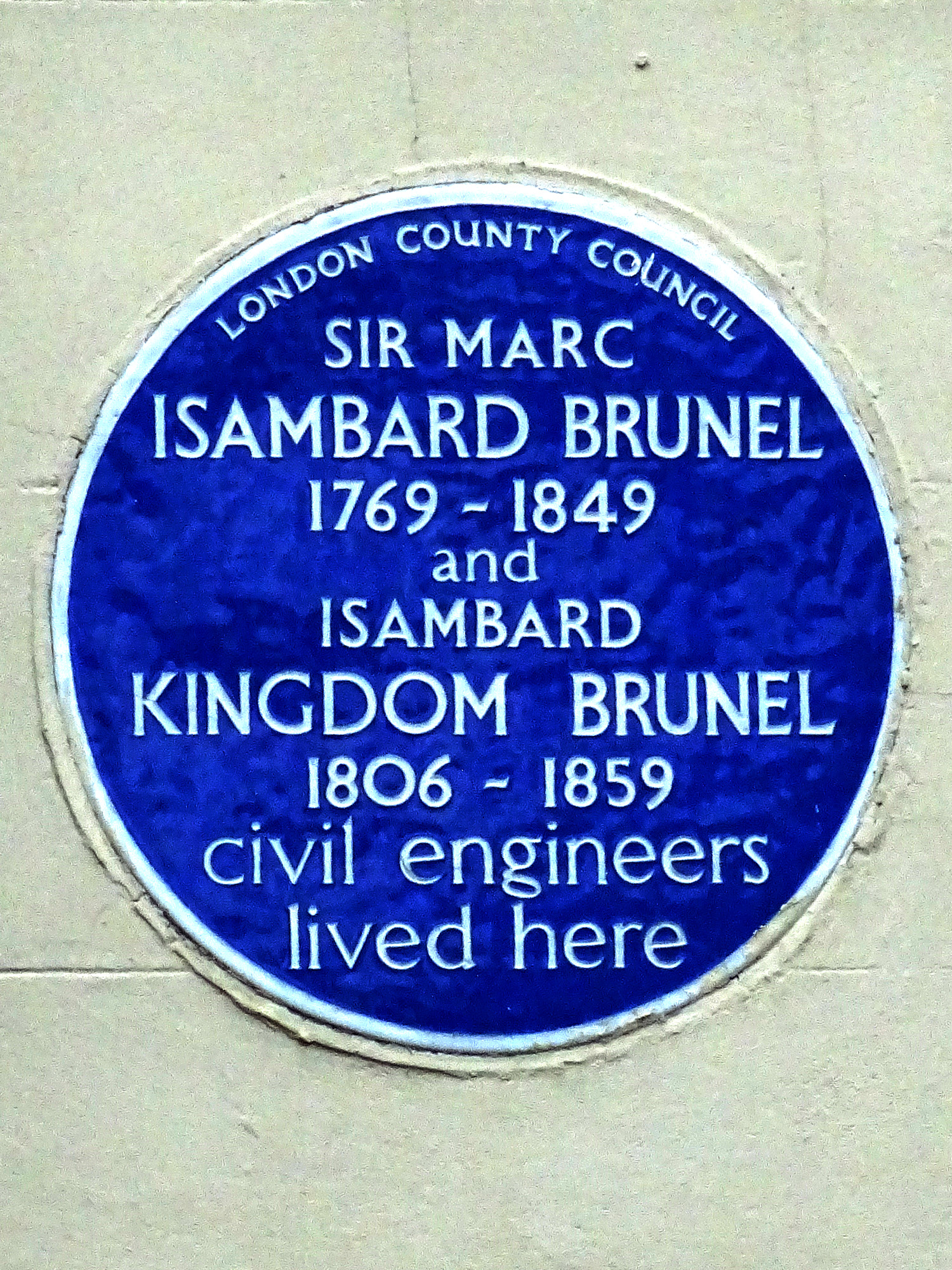
Plaque de Marc et Isambard Kingdom Brunel.